# Матильда (фильм, 1996)
«Матильда» (англ. Matilda) — кинофильм, комедия для семейного просмотра режиссёра Дэнни Де Вито, снятый по одноимённой книге Роальда Даля. Слоган фильма «Somewhere inside all of us is the power to change the world» («У всех нас есть возможность изменить мир»). Премьера состоялась 28 июля 1996 года. Рейтинг MPAA: рекомендуется присутствие родителей.

## Сюжет
История о гениальной девочке Матильде Уормвуд. Её мать, домохозяйка Зинни, так занята телевизором, игрой в бинго и другими «важными» делами, что забыла о своей дочери. Отец Гарри продаёт машины и думает только о них и о жене с телевизором. Матильда начинает саморазвиваться. Она ходит в библиотеку с 4 лет (ей не разрешают читать и отказываются покупать книги) и читает много книг, учится готовить и стирать вещи. Когда ей исполняется 7 лет, она хочет попасть в школу, но родители считают её маленькой.
Всё же отец записывает её в школу своей клиентки, директрисы этой школы. Матильда приходит в школу, знакомится с детьми и удивляет учительницу Дженнифер Хани своими гениальными способностями. А ещё до школы Матильда замечает в себе телекинетические способности — она умеет двигать предметы взглядом и сквозь глаза может отправлять им определённые действия на расстоянии.
Матильде пришлось максимально пустить их в ход, чтобы избавить школу от суровой и своенравной директрисы Агаты Транчбулл, которая не любит детей, и вернуть молодую учительницу мисс Хани в её родной дом, в котором она родилась. А в конце Матильда отказывается от своих родителей и живёт с мисс Хани, так как она понравилась Матильде больше, чем её родители, и захотела, чтобы мисс Хани стала её мамой. Мисс Хани удочеряет главную героиню

## В ролях
| Актёр           | Роль                         |
| --------------- | ---------------------------- |
| Мара Уилсон     | Матильда Уормвуд             |
| Дэнни Де Вито   | Гарри Уормвуд                |
| Реа Перлман     | Зинни Уормвуд                |
| Эмбет Дэвидц    | мисс Дженнифер «Дженни» Хани |
| Пэм Феррис      | Агата Транчбулл              |
| Пол Рубенс      | агент ФБР Боб                |
| Трэйси Уолтер   | агент ФБР Билл               |
| Брайан Левинсон | Майкл Уормвуд                |

## Награды и номинации
| Год  | Премия           | Категория                                        | Номинант      | Результат |
| ---- | ---------------- | ------------------------------------------------ | ------------- | --------- |
| 1996 | Starboy Award    | Лучший режиссёр                                  | Дэнни Де Вито | Победа    |
| 1997 | Audience Award   | Лучший режиссёр                                  | Дэнни Де Вито | Победа    |
| 1997 | YoungStar Award  | Лучшая молодая актриса                           | Мара Уилсон   | Победа    |
| 1997 | Сатурн           | Лучшая молодая актриса                           | Мара Уилсон   | Номинация |
| 1997 | Satellite Awards | Лучший актёр второго плана в музыкальной комедии | Дэнни Де Вито | Номинация |